# Ariel Fuscaldo
Ariel Fuscaldo  (Berazategui, provincia de Buenos Aires; 21 de septiembre de 1980) es un exfutbolista y entrenador argentino. Actualmente dirige a Villa Dálmine, equipo de la Primera B.
Como jugador era volante y realizó todas sus inferiores en Estudiantes de La Plata. Luego, jugó principalmente en el Torneo del Interior. Se retiró con apenas 30 años del fútbol profesional en Juventud Unida de Verónica.
Como entrenador comenzó en el CINEF junto a Gustavo Álvarez. Junto a él, en 2014 comenzó dirigiendo las divisiones juveniles de Temperley, equipo donde se mantuvo hasta mediados de 2018.
En 2019, fue designado como coordinador de divisiones inferiores de Quilmes, para luego convertirse en técnico de la reserva años después. En septiembre de 2023, luego de la destitución de Mario Sciacqua como técnico del plantel profesional tras la derrota 1-0 ante Independiente Rivadavia, Fuscaldo se hizo cargo del equipo de forma interina. Una semana más tarde, al conseguir una importante goleada por 0-4 ante Chaco For Ever fue ratificado en su cargo.

## Trayectoria

### Como futbolista
Realizó todas las divisiones inferiores en Estudiantes de La Plata hasta quedar libre en edad de cuarta división. A partir de ese momento, decidió alejarse del fútbol durante unos años, hasta que retomó la actividad jugando en equipos del interior. Se retiró en 2010 con apenas 30 años en Juventud Unida de Verónica, equipo del Torneo del Interior.

### Como entrenador

#### Inicios
Comenzó entrenando juveniles en el Centro Integral de Entrenamiento Futbolístico (CINEF) junto a Gustavo Álvarez, a quien acompañó en 2014 para conformar la coordinación del fútbol juvenil de Temperley. En 2016, tras la asunción de Álvarez como director técnico del plantel profesional del Gasolero, conformó el cuerpo técnico como ayudante de campo. Siguió en el plantel profesional hasta noviembre de 2017, cuando Gustavo Álvarez renunció a la dirección técnica. Luego, retornó a las juveniles del club y se mantendría allí hasta julio de 2018.

#### Quilmes
En octubre de 2019 sería contratado por Quilmes para coordinar las divisiones juveniles del Cervecero. También sería director técnico de reserva entre 2021 y 2022.
En noviembre de 2022 sería confirmado como uno de los ayudantes de campo de Mario Sciacqua para afrontar el campeonato de Primera Nacional 2023, sin perder su lugar como entrenador de reserva. Luego de una mala racha de resultados, Mario Sciacqua renunció a su cargo en septiembre de 2023. Fuscaldo se haría cargo del plantel profesional de manera interina para afrontar el encuentro ante Chaco For Ever en condición de visitante. El conjunto dirigido por el ex ayudante de campo de Sciacqua obtuvo una goleada por 0-4 ante Chaco For Ever, lo que generó la aprobación de la dirigencia para la continuidad del entrenador. Sumó a su cuerpo técnico al entrenador de reserva, Ian Romano, y al exjugador de Quilmes, Mariano Pavone, como ayudantes de campo.

## Estadísticas

### Como entrenador
| Club                | Temporada           | Liga | Liga | Liga | Liga | Copa nacional | Copa nacional | Copa nacional | Copa nacional | Copa continental | Copa continental | Copa continental | Copa continental | Otras copas | Otras copas | Otras copas | Otras copas | Total | Total | Total | Total | Total | Total | Total | % Efectividad |
| Club                | Temporada           | PJ   | G    | E    | P    | PJ            | G             | E             | P             | PJ               | G                | E                | P                | PJ          | G           | E           | P           | PJ    | G     | E     | P     | GF    | GC    | DG    | % Efectividad |
| ------------------- | ------------------- | ---- | ---- | ---- | ---- | ------------- | ------------- | ------------- | ------------- | ---------------- | ---------------- | ---------------- | ---------------- | ----------- | ----------- | ----------- | ----------- | ----- | ----- | ----- | ----- | ----- | ----- | ----- | ------------- |
| Quilmes             | 2023                | 9    | 4    | 2    | 3    | -             | -             | -             | -             | -                | -                | -                | -                | -           | -           | -           | -           | 9     | 4     | 2     | 3     | 16    | 10    | +6    | 51.85%        |
| Quilmes             | Total               | 9    | 4    | 2    | 3    | -             | -             | -             | -             | -                | -                | -                | -                | -           | -           | -           | -           | 9     | 4     | 2     | 3     | 16    | 10    | +6    | 51.85%        |
| Villa Dálmine       | 2025                | 9    | 2    | 3    | 4    | -             | -             | -             | -             | -                | -                | -                | -                | -           | -           | -           | -           | 9     | 2     | 3     | 4     | 5     | 8     | -3    | 33.33%        |
| Villa Dálmine       | Total               | 9    | 2    | 3    | 4    | -             | -             | -             | -             | -                | -                | -                | -                | -           | -           | -           | -           | 9     | 2     | 3     | 4     | 5     | 8     | -3    | 33.33%        |
| Total en su carrera | Total en su carrera | 18   | 6    | 5    | 7    | -             | -             | -             | -             | -                | -                | -                | -                | -           | -           | -           | -           | 18    | 6     | 5     | 7     | 21    | 18    | +3    | 42.59%        |

Actualizado el 16 de agosto de 2025.